# Carolyn Crudgington
Carolyn Crudgington, född den 18 augusti 1968 i Brisbane, är en australisk softbollspelare.
Hon tog OS-brons i samband med de olympiska softboll-turneringarna 1996 i Atlanta.